# Vittoria di Pirro

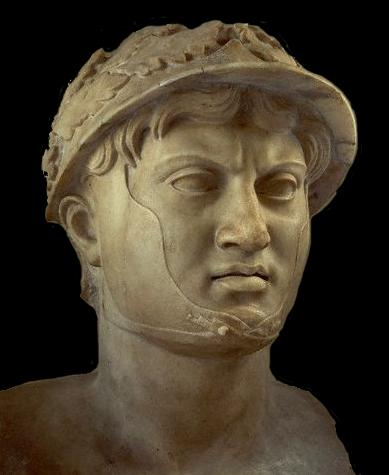
Busto di Pirro di epoca romana, dal Museo Archeologico Nazionale di Napoli.

Una vittoria di Pirro o vittoria pirrica è una battaglia vinta a un prezzo troppo alto per il vincitore, tanto da far sì che la stessa scelta di scendere in battaglia, nonostante l'esito vittorioso, conduca alla sconfitta finale. L'espressione si riferisce a re Pirro dell'Epiro, che sconfisse i Romani a Eraclea e Ascoli Satriano, rispettivamente nel 280 a.C. e nel 279 a.C., ma sostenendo perdite così alte da essere in ultima analisi incolmabili, e condannando il proprio esercito a perdere la guerra pirrica.
Anche se è di norma associata a una battaglia militare, il termine è per analogia utile negli affari, nella politica, nella giurisprudenza o nello sport per descrivere un successo inutile o effimero, dove il vincitore formale ne esce sostanzialmente male o senza vantaggi che giustifichino lo sforzo.
Termine omologo è quello di vittoria cadmea.

## Tradizione storica

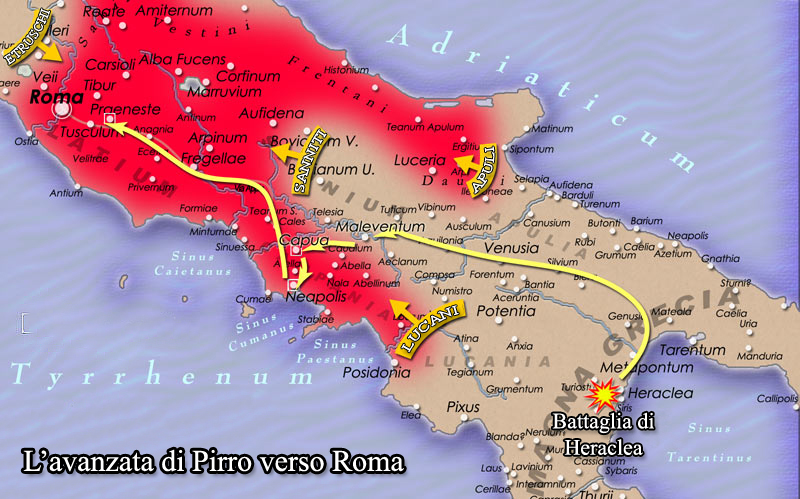
Le manovre di Pirro verso Roma (280-275 a.C.)

Dopo la battaglia di Ascoli (279 a.C.), Plutarco narra che:
(Plutarco)
Secondo il resoconto dello storico Orosio la frase che sarebbe stata pronunciata dopo la battaglia di Eraclea suonava:
(Frase di Pirro secondo Paolo Orosio (IV.1, 15))

## Esempi di "Battaglie di Pirro"
- Battaglia di Ascoli, 279 a.C.
- Ribellione di An Lushan, 755-763
- Battaglia di Kapetrou, 1048
- Battaglia di Wadi al-Khazandar, 1229
- Battaglia del fiume Leita, 1246
- Battaglia di Kosovo Polje, 1389
- Battaglia di Fornovo, 1495
- Battaglia di Holowczyn, 1708
- Battaglia di Malplaquet, 1709
- Battaglia di Bunker Hill, 1775
- Battaglia di Eylau, 1807
- Battaglia di Borodino, 1812
- Assedio di Sebastopoli, 1854-1855
- Battaglia di Gallabat, 1889
- Battaglia di Loos, 1915
- Battaglia dell'Isola di Wake, 1941
- Operazione Harvest Moon, 1965
- Battaglia di Phase Line Bullet, 1991
- Battaglia di Vukovar, 1991

### Ante litteram
- Battaglia di Kadesh, 1274 a.C.
- Battaglia di Alalia, 535 a.C. ca. (affermazione che si guadagnò da Erodoto la denominazione di vittoria cadmea)
- Battaglia delle Termopili, 480 a.C.
- Battaglia delle Arginuse, 406 a.C.
- Battaglia di Mantinea, 362 a.C.
- Battaglia di Eraclea, 280 a.C. (pur combattuta da Pirro stesso, questa battaglia può essere considerata ante litteram perché il concetto di vittoria pirrica nacque a seguito della battaglia di Ascoli Satriano, svoltasi l'anno seguente)